# Karlshamnsgranit
Karlshamnsgraniten är en typ av granit som bryts i trakten av Karlshamn, i vissa andra delar av Blekinge och på Bornholm.
Karlshamnsgraniten är grovporfyrisk med en–sex centimeter stora kristaller av kalifältspat med halter upp till 50%, massformig, samt medelkornig till grovkornig. Dess färg är röd till rödgrå. Den utgörs av bergarter som bildades för ca. 1 450 miljoner år sedan.
Karlshamnsgranit för gatsten hade sin storhetstid från mitten av 1800-talet fram till 1930-talet.
Varianter av karlshamnsgranit är eringsbodagranit, bräkne-hobygranit, långasjögranit holmsjögranit, järnaviksgranit, naglarydsgranit och sillhövdagranit.